# Mytteriene på Spithead og Nore
Mytteriene på Spithead og Nore var to mytterier udført af søfolk fra Royal Navy i 1797.